# Cathy Zimmermann

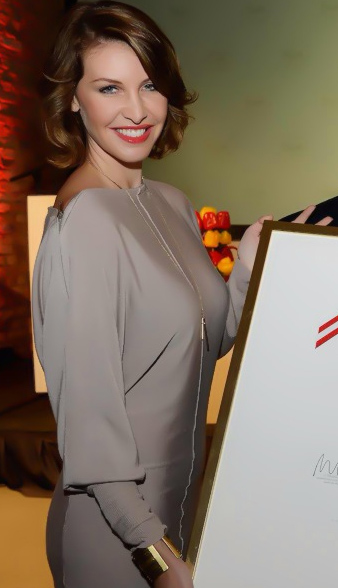
Cathy Zimmermann (2013)

Cathrin-Theres „Cathy“ Zimmermann (* 6. Oktober 1981 in Wien) ist eine österreichische Fernseh-, Radio- und Eventmoderatorin.

## Leben und Karriere
Mit fünf Jahren kam sie in die Volksschule, mit 17 Jahren legte sie die Matura ab. Danach studierte sie an der Wirtschaftsuniversität Wien, ehe sie die Diplomprüfung in Wirtschaftsitalienisch absolvierte und ans Dolmetschinstitut Wien wechselte. Nebenher hatte sie am Prayner Konservatorium in Wien eine sechsjährige Tanzausbildung absolviert.
Ab Oktober 2005 startete Zimmermann ihre Fernsehkarriere bei dem österreichischen Privatsender ATV als Wettermoderatorin. Dafür wurde sie im April 2007 für eine Romy in der Kategorie „Shootingstar des Jahres“ nominiert. 
Nebenbei moderierte Cathy Zimmermann auch bei Radio Energy 104,2 von Montag bis Freitag die Morgensendung. 
Im April 2009 wechselte sie zum ORF, wo sie während einer ATV-Programmpräsentation vom öffentlich-rechtlichen Sender abgeworben wurde. Bei diversen Castings konnte sie sich schlussendlich für die regionale Sendung Niederösterreich heute durchsetzen.
2011 nahm Zimmermann an der sechsten Staffel der ORF-Show Dancing Stars teil. Sie schaffte es bis in die 7. Runde.
Im Juli 2011 gab Zimmermann bekannt, Ende des Jahres den ORF Niederösterreich zu verlassen. Grund dafür war nach eigenen Angaben ein Darmverschluss ihrer Mutter, der diese fast das Leben gekostet hätte. Sie wolle sich in Zukunft nicht mehr den Nachrichten und dem Infotainment, sondern mehr der Unterhaltung widmen. Im Februar 2012 begann sie eine Ausbildung in Lebens-, Trauer- und Sterbebegleitung. Mittlerweile ist sie als Eventmoderatorin und ein Mal pro Woche als Sterbebegleiterin tätig.
Daneben geht Zimmermann diversen Tätigkeiten als Model nach. So absolvierte sie etwa Fotoshootings mit der Zeitschrift Wiener, für den österreichischen Playboy, war Model beim Life Ball und bei der Vienna Fashion Week. Außerdem sang sie den offiziellen Song zur Football-Europameisterschaft 2014 in Österreich mit dem Titel „Let's go!“.

## Privates
Cathy Zimmermann wurde in Wien geboren und ist Einzelkind. Sie war mit ORF-ZIB 20-Moderator Roman Rafreider bis 2012 liiert.